# Günter Wendland

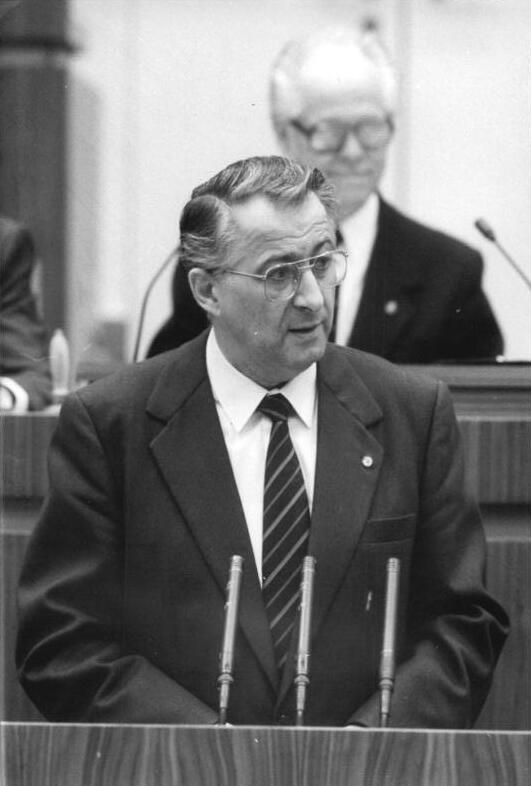
Günter Wendland in der Volkskammer 1989

Günter Wendland (* 4. Juni 1931 in Königsberg; † 9. März 2003)  war ein deutscher Jurist. Er war von 1986 bis 1989 Generalstaatsanwalt der Deutschen Demokratischen Republik.

## Leben
Der Sohn eines Sparkassenangestellten und einer Verkäuferin besuchte ab 1937 die Grund- und ab 1941 die Oberrealschule in Königsberg. Von 1941 bis 1945 gehörte er dem Deutschen Jungvolk der Hitlerjugend an und war Jungenschaftsführer.
Nach der Umsiedlung in die Sowjetische Besatzungszone Deutschlands absolvierte er von 1945 bis 1948 die Oberschule mit Abitur in Grabow (Kreis Ludwigslust). Von 1948 bis 1957 gehörte er der FDJ an, war 1950/51 Instrukteur und Abteilungsleiter für Agitation und Propaganda der FDJ-Kreisleitung Ludwigslust. 1951 wurde er Mitglied der SED und besuchte die FDJ-Landesjugendschule in Dömitz. Anschließend war er bis 1952 Instrukteur und Sektorenleiter der FDJ-Landesleitung Schwerin und 1952/53 Instrukteur der FDJ-Bezirksleitung Neubrandenburg. Ein Jurastudium an der Humboldt-Universität zu Berlin von 1953 bis 1957 schloss er als Diplom-Jurist ab. 
Ab 1957 arbeitete er als Staatsanwalt in Schwerin und Perleberg. Von 1959 bis 1962 war er Kreis-Staatsanwalt des Kreises Perleberg. 1962 wurde er stellvertretender Bezirksstaatsanwalt in Schwerin und von 1964 bis 1986 wirkte er als stellvertretender Generalstaatsanwalt der DDR. 1966 wurde er Mitglied des Zentralvorstandes und 1980 Vizepräsident der Vereinigung der Juristen der DDR (bis Januar 1990). Als Nachfolger von Josef Streit war er schließlich von Juni 1986 bis Dezember 1989 Generalstaatsanwalt der DDR. Außerdem war er von April 1986 bis Dezember 1989 Kandidat des Zentralkomitees der SED.
Nach der Wende erhielt er 1990 seine Zulassung als Rechtsanwalt.

## Auszeichnungen
- 1980 FDJ-Medaille „Für hervorragende propagandistische Leistungen“
- 1988 Vaterländischer Verdienstorden in Gold